# Laia Servera Zamora
Laia Servera Zamora (Barcelona, 1980) és una periodista catalana.
Es va llicenciar en comunicació audiovisual a la URL i va estudiar història a la UB. L'any 2001 es va incorporar a l'equip del nou informatiu per a nens Info-K, on començaria la seva emissió, aquell mateix any, al K3 (actualment el SX3) un dels canals de la Televisió de Catalunya. Després de treballar-hi com a redactora, reportera i finalment com a editora, l'11 de gener de 2016 va estrenar-se també com a presentadora del programa en substitució de Jordi Gil. Amb ella com a presentadora el programa va guanyar el Premi Zapping al millor programa informatiu el 2017 i el 2020 era el programa més vist a TV3 a la carta. Durant els mesos de març i maig de 2020, coincidint amb el confinament forçat per la pandèmia de COVID-19, el programa Info-K va ser el més vist a través de la web de TV3.
El 10 de març de 2020 va presentar a TV3 l'especial informatiu Volem saber, sobre el virus COVID-19 i l'episodi d'epidèmia per coronavirus que estava tenint lloc aleshores. El programa va ser líder d'audiència, amb un 26,7% de share i uns 622.000 espectadors.
El 2021 fou nomenada cap del departament d’infantils de TV3 amb l’encàrrec de renovar del tot el Super3, i va dirigir la creació de SX3, la nova proposta infantil de la cadena.